# Robert Mapplethorpe
Robert Mapplethorpe (Floral Park, 4 de novembro de 1946 — Boston, 9 de março de 1989) foi um fotógrafo estadunidense, conhecido pela sensibilidade no tratamento de temas controversos e no uso do preto e branco na fotografia. Seu trabalho abrangia uma variada gama de interesses, indo de retratos de celebridades, nu artístico, auto-retratos e imagens de flores. Seu trabalho mais controverso foi com o cenário underground BDSM do final dos anos 1960 e começo dos anos 1970, na cidade de Nova York. As cenas eróticas entre casais homossexuais esquentaram o debate sobre o financiamento público de artistas tidos como controversos.

## Biografia

### Vida pessoal
Robert nasceu em Floral Park, no Queens, filho de Joan Dorothy (Maxey) e Harry Irving Mapplethorpe, um engenheiro eletricista. Seu pai tinha ascendência britânica, irlandesa e alemã, tendo crescido dentro do catolicismo. Robert tinha cinco irmãs e irmãos. Ingressou no Pratt Institute, no Brooklyn, para estudar Artes Gráficas, mas largou a faculdade em 1969, antes de se formar. Robert passou a morar com uma amiga de longa data, Patti Smith, de 1967 a 1972, que apoiava sua arte e com quem manteve uma longa amizade.
Suas primeiras fotografias foram tiradas no final dos anos 1960 e começo dos anos 1970, com uma câmera Polaroid. Em 1972, conheceria Sam Wagstaff, curador de arte que se tornaria seu mentor e companheiro. Nos anos 1970, Wagstaff comprou uma câmera Hasselblad, mais profissional que a anterior, e começou a tirar fotos de seu círculo de amigos e conhecidos, como artistas, compositores, músicos e socialites. Neste período, ele ficaria amigo de George Dureau, artista de Nova Orleans, cujo trabalho teve profundo impacto sobre Mapplethorpe, a ponto de refazer diversas de suas fotografias sob a orientação de Dureau.
De 1977 a 1980, Robert começou teve um relacionamento com Jack Fritscher, editor da revista Drummer Magazine, que o levou para conhecer o Mineshaft, um badalado clube da comunidade gay de Nova York. Na década de 1980, Robert começou a trabalhar com o nu artístico feminino, com flores e retratos formais de celebridades e artistas. Seu primeiro estúdio foi aberto na Bond Street, número 24, em Manhattan. Em 1988, com o auxílio de Patricia Morrisroe, começou a escrever sua biografia, com mais de 300 entrevistas com celebridades, críticos, ex-namorados e com o próprio Mapplethorpe.

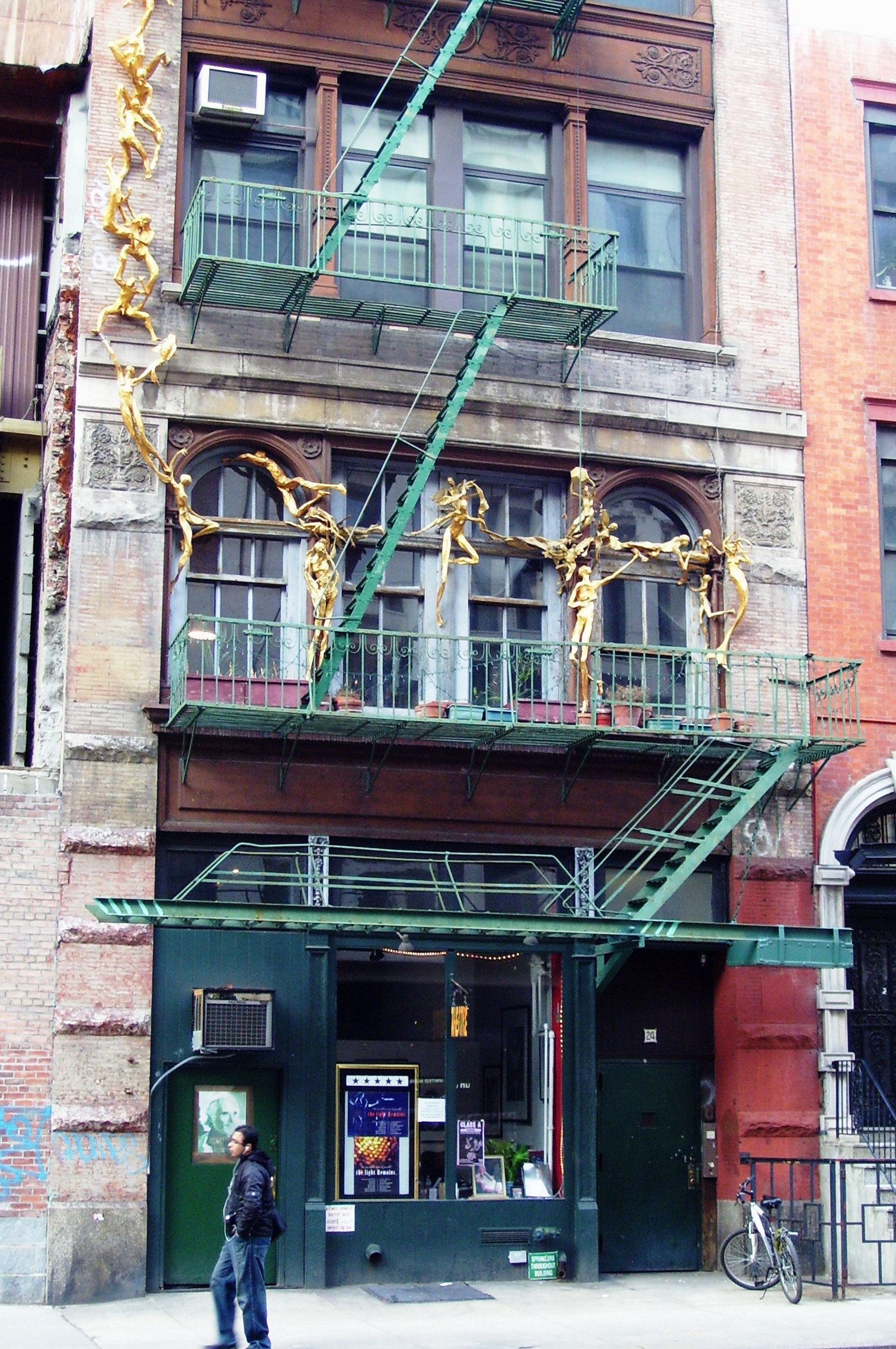
O estúdio de Mapplethorpe no número 24 da Bond Street, em Manhattan

## Morte
Robert Mapplethorpe faleceu na manhã de 9 de março de 1989, aos 42 anos, devido à complicações decorrentes do vírus HIV, em um hospital de Boston, Massachusetts. Seu corpo foi cremado e as cinzas enterradas no Cemitério St. John's, no Queens, distrito novaiorquino onde nasceu, junto de sua mãe.
Cerca de um ano antes de sua morte, já doente, Robert criou a Fundação Robert Mapplethorpe Inc., cujo objetivo era o de propagar seu trabalho, sua visão criativa e promover causas com as quais ele se preocupava. Desde sua morte, a fundação funciona não apenas como uma promotora de sua arte, mas também para levantar e doar milhões de dólares para fundos de pesquisas médicas empenhadas em desvendar e combater o vírus HIV e a AIDS. É de sua responsabilidade também determinar em quais galerias seu trabalho será apresentado e o teor da exposição. Todo o acervo de Robert foi doado pela fundação para a Getty Research Institute, com trabalhos indo dos anos 1970 até 1989.

## Arte
Seu trabalho era principalmente conduzido em seu estúdio, quase que exclusivamente em preto e branco, com exceção de um trabalho posterior, já próximo de sua morte, a exposição "New Colors". Mesmo tendo um grande interesse em variados temas, foi na arte erótica, que Robert se destacou, tendo considerado alguns de seus próprios trabalhos como pornográfico, mas com a preocupação de não chocar o espectador. Ele explorava o erotismo de várias maneiras, desde a subcultura do BDSM da cidade até o retrato de nus artísticos femininos e masculinos. Muitas vezes também participava das cenas retratadas.
Outros interesses eram em flores, especialmente orquídeas, crianças, estátuas e celebridades, como Andy Warhol, Louise Bourgeois, Deborah Harry, Richard Gere, Peter Gabriel, Grace Jones, Amanda Lear, Laurie Anderson, Joan Armatrading e Patti Smith. Patti Smith, inclusive, contratou Robert para retratar a capa do álbum Horses, o primeiro de Patti.

## Leia também
- LGBT
- Comunidade LGBT
- Tamotsu Yatō